# Mars van Zeugma

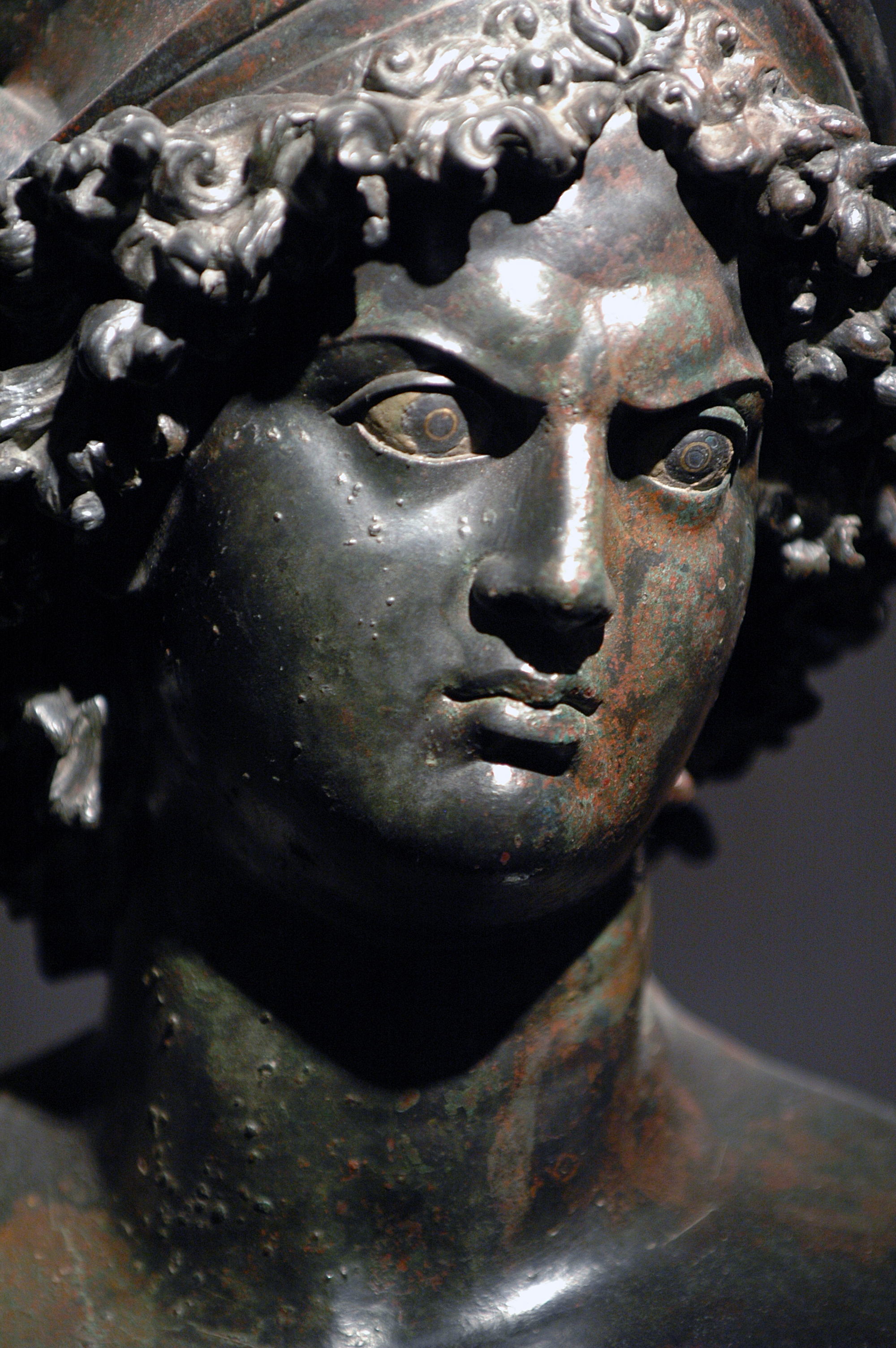
Detail van het hoofd

De Mars van Zeugma is een bronzen standbeeld van de oorlogsgod Mars, opgegraven in de Romeinse stad Zeugma in Turkije en te bezichtigen in het Zeugma Mozaïekmuseum van Gaziantep. De sculptuur behoort tot de zeldzame voorbeelden van monumentale en nagenoeg intacte bronzen uit de oudheid.

## Vondst

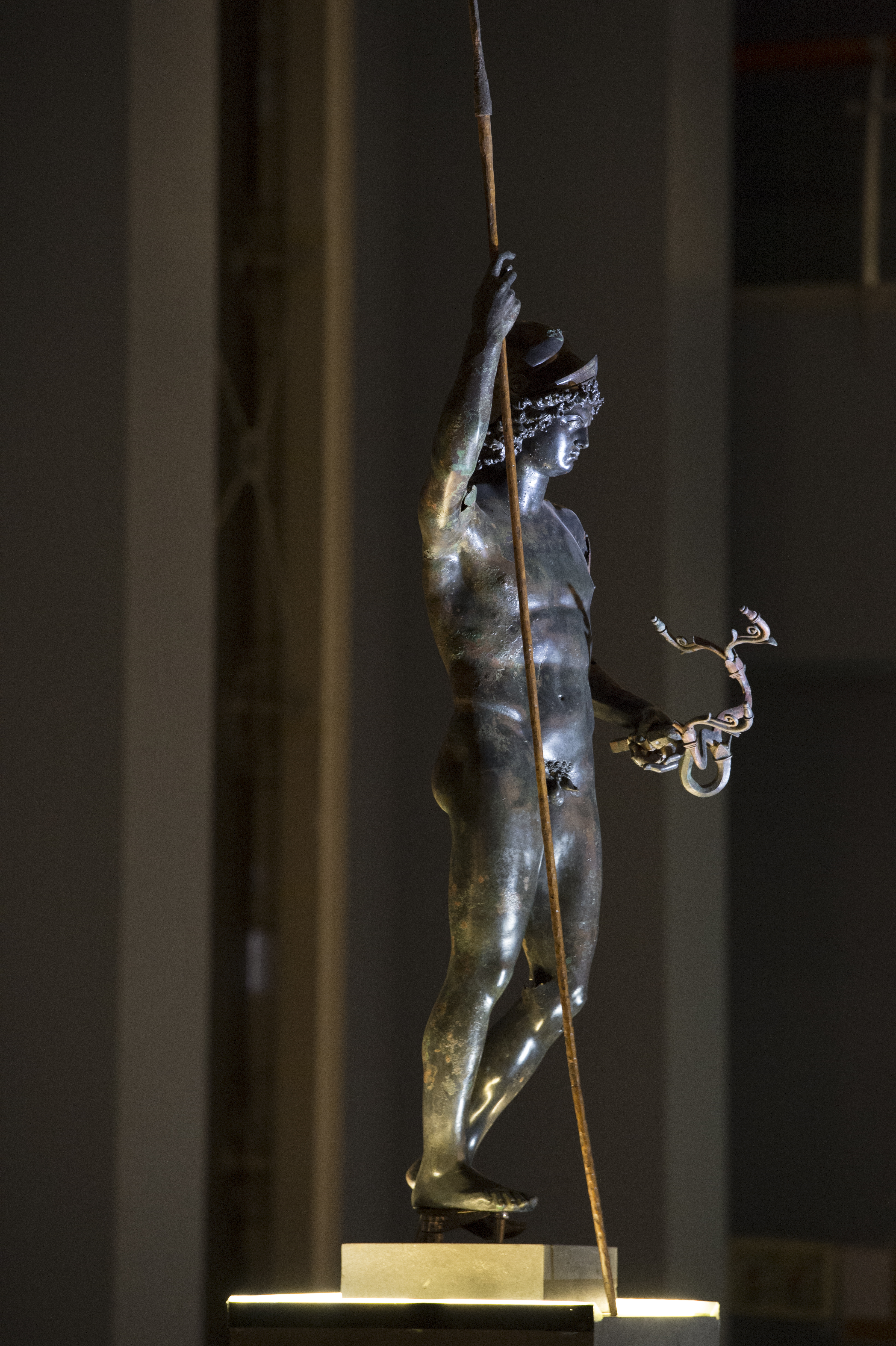
Gaziantep Zeugma Museum september 2014 2695

Het standbeeld is in mei 2000 gevonden op de archeologische site van het vroegere Zeugma, de Romeinse garnizoensstad op de Eufraat. Tijdens de spoedcampagne vlak voor het vullen van het Birecik-stuwmeer troffen de archeologen in de Poseidon-villa het brons aan, liggend op vijf pithoi in een gewelf onder de aarden vloer van een ruimte die uitgaf op het peristylium. De linkerarm en de sokkel waren afgebroken, de torso was licht ingedeukt en achteraan gescheurd. Ook waren er sporen van brand. Vermoedelijk behoorde de villa toe aan de legioencommandant en is het beeld ondergronds verborgen tijdens de aanval van de Sassaniden in het jaar 256. Bij de zorgvuldige restauratie door het Centro di Conservazione Archeologica di Roma werd vastgesteld dat het standbeeld bestond uit apart gegoten en aan elkaar gelaste stukken. Eind 2002 werd het opgesteld in het Archeologisch museum van Gaziantep en vervolgens in het Zeugma Mozaïekmuseum.

## Voorstelling
De weergegeven figuur is een 1,5 m hoog mannelijk naakt. Hij leunt op wat waarschijnlijk een speer was en houdt in zijn linkerhand een bos bloemenranken en -knoppen. De gelaatsuitdrukking is furieus. De kwade frons krijgt nog meer uitdrukking dankzij de ogen, die integraal bewaard zijn. Het oogwit is zilver en tussen de irissen en de pupillen is een cirkel ingelegd met goud. Op de dikke gekrulde haardos is een helm geplant.
De krijgshaftige expressie, de helm en de vermoedelijke speer laten er geen twijfel over bestaan dat we te maken hebben met de oorlogsgod Mars. Dat wordt bevestigd door de bloemen die hij vasthoudt, verwijzend naar zijn rol in de vruchtbaarheid (de naar hem genoemde maand maart was de periode waarin het nieuwe leven vocht om geboren te worden).